# Bosville
Bosville település Franciaországban, Seine-Maritime megyében. Lakosainak száma 585 fő (2022. január 1.). Bosville Cany-Barville, Grainville-la-Teinturière, Oherville, Saint-Vaast-Dieppedalle, Sasseville és Veauville-lès-Quelles községekkel határos.

## Népesség
A település népességének változása:
| Lakosok száma | 572  | 579  | 595  | 579  | 579  | 585  | 580  | 586  | 585  |
|               | 2013 | 2015 | 2016 | 2017 | 2018 | 2019 | 2020 | 2021 | 2022 |